# Mistrzostwa Świata w Hokeju na Lodzie 2024 (I Dywizja)
Mistrzostwa Świata w Hokeju na Lodzie I Dywizji 2024 rozegrane zostały w dniach 28 kwietnia–4 maja (Dywizja I, Grupa A) i 27 kwietnia–3 maja (Dywizja I, Grupa B).
Do mistrzostw I Dywizji przystąpiło 12 zespołów, które zostały podzielone na dwie grupy po sześć zespołów. Dywizja I, Grupa A swoje mecze rozgrywała w Bolzano we Włoszech, natomiast Dywizja I Grupa B w stolicy Litwy Wilnie. Reprezentacje rywalizowały systemem każdy z każdym.
Hale, w których zorganizowano zawody:
- Sparkasse Arena w Bolzano – Dywizja IA,
- Avia Solutions Group Arena w Wilnie – Dywizja IB.

## Grupa A
Do mistrzostw świata elity w 2025 z Dywizji IA awansowały pierwsze dwie reprezentacje. Ostatni zespół został zdegradowany.
Wyniki
| 28 kwietnia 2024 | Korea Południowa | 4 : 2 | Słowenia | Sparkasse Arena, Bolzano |

| Szczegóły      | Szczegóły | Szczegóły       | Szczegóły | Szczegóły                         |
| -------------- | --------- | --------------- | --------- | --------------------------------- |
| Godzina: 12:30 |           | (2:1, 0:1, 2:0) |           | Sędzia główny: Sędziowie liniowi: |
| Godzina: 12:30 | min. kar  |                 | min. kar  | Sędzia główny: Sędziowie liniowi: |

| 28 kwietnia 2024 | Japonia | 1 : 3 | Węgry | Sparkasse Arena, Bolzano |

| Szczegóły      | Szczegóły | Szczegóły       | Szczegóły | Szczegóły                         |
| -------------- | --------- | --------------- | --------- | --------------------------------- |
| Godzina: 16:00 |           | (0:1, 0:0, 1:2) |           | Sędzia główny: Sędziowie liniowi: |
| Godzina: 16:00 | min. kar  |                 | min. kar  | Sędzia główny: Sędziowie liniowi: |

| 28 kwietnia 2024 | Rumunia | 1 : 6 | Włochy | Sparkasse Arena, Bolzano |

| Szczegóły      | Szczegóły | Szczegóły       | Szczegóły | Szczegóły                         |
| -------------- | --------- | --------------- | --------- | --------------------------------- |
| Godzina: 19:30 |           | (0:2, 1:2, 0:2) |           | Sędzia główny: Sędziowie liniowi: |
| Godzina: 19:30 | min. kar  |                 | min. kar  | Sędzia główny: Sędziowie liniowi: |

| 30 kwietnia 2024 | Słowenia | 6 : 1 | Rumunia | Sparkasse Arena, Bolzano |

| Szczegóły      | Szczegóły | Szczegóły       | Szczegóły | Szczegóły                         |
| -------------- | --------- | --------------- | --------- | --------------------------------- |
| Godzina: 12:30 |           | (1:1, 3:0, 2:0) |           | Sędzia główny: Sędziowie liniowi: |
| Godzina: 12:30 | min. kar  |                 | min. kar  | Sędzia główny: Sędziowie liniowi: |

| 30 kwietnia 2024 | Węgry | 6 : 2 | Korea Południowa | Sparkasse Arena, Bolzano |

| Szczegóły      | Szczegóły | Szczegóły       | Szczegóły | Szczegóły                         |
| -------------- | --------- | --------------- | --------- | --------------------------------- |
| Godzina: 16:00 |           | (2:1, 4:0, 0:1) |           | Sędzia główny: Sędziowie liniowi: |
| Godzina: 16:00 | min. kar  |                 | min. kar  | Sędzia główny: Sędziowie liniowi: |

| 30 kwietnia 2024 | Włochy | 4 : 3 pd. | Japonia | Sparkasse Arena, Bolzano |

| Szczegóły      | Szczegóły | Szczegóły            | Szczegóły | Szczegóły                         |
| -------------- | --------- | -------------------- | --------- | --------------------------------- |
| Godzina: 19:30 |           | (0:0, 2:2, 1:1, 1:0) |           | Sędzia główny: Sędziowie liniowi: |
| Godzina: 19:30 | min. kar  |                      | min. kar  | Sędzia główny: Sędziowie liniowi: |

| 1 maja 2024 | Węgry | 1 : 2 | Rumunia | Sparkasse Arena, Bolzano |

| Szczegóły      | Szczegóły | Szczegóły       | Szczegóły | Szczegóły                         |
| -------------- | --------- | --------------- | --------- | --------------------------------- |
| Godzina: 12:30 |           | (0:0, 0:0, 1:2) |           | Sędzia główny: Sędziowie liniowi: |
| Godzina: 12:30 | min. kar  |                 | min. kar  | Sędzia główny: Sędziowie liniowi: |

| 1 maja 2024 | Japonia | 4 : 3 | Korea Południowa | Sparkasse Arena, Bolzano |

| Szczegóły      | Szczegóły | Szczegóły       | Szczegóły | Szczegóły                         |
| -------------- | --------- | --------------- | --------- | --------------------------------- |
| Godzina: 16:00 |           | (0:1, 2:1, 2:1) |           | Sędzia główny: Sędziowie liniowi: |
| Godzina: 16:00 | min. kar  |                 | min. kar  | Sędzia główny: Sędziowie liniowi: |

| 1 maja 2024 | Słowenia | 2 : 0 | Włochy | Sparkasse Arena, Bolzano |

| Szczegóły      | Szczegóły | Szczegóły       | Szczegóły | Szczegóły                         |
| -------------- | --------- | --------------- | --------- | --------------------------------- |
| Godzina: 19:30 |           | (1:0, 0:0, 1:0) |           | Sędzia główny: Sędziowie liniowi: |
| Godzina: 19:30 | min. kar  |                 | min. kar  | Sędzia główny: Sędziowie liniowi: |

| 3 maja 2024 | Korea Południowa | 2 : 3 | Rumunia | Sparkasse Arena, Bolzano |

| Szczegóły      | Szczegóły | Szczegóły       | Szczegóły | Szczegóły                         |
| -------------- | --------- | --------------- | --------- | --------------------------------- |
| Godzina: 12:30 |           | (0:1, 0:1, 2:1) |           | Sędzia główny: Sędziowie liniowi: |
| Godzina: 12:30 | min. kar  |                 | min. kar  | Sędzia główny: Sędziowie liniowi: |

| 3 maja 2024 | Słowenia | 3 : 1 | Japonia | Sparkasse Arena, Bolzano |

| Szczegóły      | Szczegóły | Szczegóły       | Szczegóły | Szczegóły                         |
| -------------- | --------- | --------------- | --------- | --------------------------------- |
| Godzina: 16:00 |           | (2:0, 0:1, 1:0) |           | Sędzia główny: Sędziowie liniowi: |
| Godzina: 16:00 | min. kar  |                 | min. kar  | Sędzia główny: Sędziowie liniowi: |

| 3 maja 2024 | Włochy | 2 : 3 pd. | Węgry | Sparkasse Arena, Bolzano |

| Szczegóły      | Szczegóły | Szczegóły            | Szczegóły | Szczegóły                         |
| -------------- | --------- | -------------------- | --------- | --------------------------------- |
| Godzina: 19:30 |           | (0:0, 1:1, 1:1, 0:1) |           | Sędzia główny: Sędziowie liniowi: |
| Godzina: 19:30 | min. kar  |                      | min. kar  | Sędzia główny: Sędziowie liniowi: |

| 4 maja 2024 | Rumunia | 4 : 2 | Japonia | Sparkasse Arena, Bolzano |

| Szczegóły      | Szczegóły | Szczegóły       | Szczegóły | Szczegóły                         |
| -------------- | --------- | --------------- | --------- | --------------------------------- |
| Godzina: 12:30 |           | (2:1, 1:0, 1:1) |           | Sędzia główny: Sędziowie liniowi: |
| Godzina: 12:30 | min. kar  |                 | min. kar  | Sędzia główny: Sędziowie liniowi: |

| 4 maja 2024 | Włochy | 8 : 1 | Korea Południowa | Sparkasse Arena, Bolzano |

| Szczegóły      | Szczegóły | Szczegóły       | Szczegóły | Szczegóły                         |
| -------------- | --------- | --------------- | --------- | --------------------------------- |
| Godzina: 16:00 |           | (4:0, 0:1, 4:0) |           | Sędzia główny: Sędziowie liniowi: |
| Godzina: 16:00 | min. kar  |                 | min. kar  | Sędzia główny: Sędziowie liniowi: |

| 4 maja 2024 | Węgry | 2 : 1 | Słowenia | Sparkasse Arena, Bolzano |

| Szczegóły      | Szczegóły | Szczegóły       | Szczegóły | Szczegóły                         |
| -------------- | --------- | --------------- | --------- | --------------------------------- |
| Godzina: 19:30 |           | (1:0, 0:1, 1:0) |           | Sędzia główny: Sędziowie liniowi: |
| Godzina: 19:30 | min. kar  |                 | min. kar  | Sędzia główny: Sędziowie liniowi: |

Tabela
| Lp. | Zespół           | M | Pkt | Z | Zd | Pd | P | G+ | G- | +/− |
| --- | ---------------- | - | --- | - | -- | -- | - | -- | -- | --- |
| 1   | Węgry            | 5 | 11  | 3 | 1  | 0  | 1 | 15 | 8  | +7  |
| 2   | Słowenia         | 5 | 9   | 3 | 0  | 0  | 2 | 14 | 8  | +6  |
| 3   | Włochy           | 5 | 9   | 2 | 1  | 1  | 1 | 20 | 10 | +10 |
| 4   | Rumunia          | 5 | 9   | 3 | 0  | 0  | 2 | 11 | 17 | −6  |
| 5   | Japonia          | 5 | 4   | 1 | 0  | 1  | 3 | 11 | 17 | −6  |
| 6   | Korea Południowa | 5 | 3   | 1 | 0  | 0  | 4 | 12 | 23 | −11 |

     = awans do elity

     = utrzymanie w Dywizji I, Grupie A

     = spadek do Dywizji I, Grupy B

## Grupa B
Do mistrzostw świata dywizji IA w 2025 awansował zwycięzca turnieju. Ostatni zespół został zdegradowany do mistrzostw świata dywizji IIA w 2025.
Wyniki
| 27 kwietnia 2024 | Holandia | 0 : 3 | Chiny | Avia Solutions Group Arena, Wilno |

| Szczegóły      | Szczegóły | Szczegóły       | Szczegóły | Szczegóły                         |
| -------------- | --------- | --------------- | --------- | --------------------------------- |
| Godzina: 12:30 |           | (0:0, 0:1, 0:2) |           | Sędzia główny: Sędziowie liniowi: |
| Godzina: 12:30 | min. kar  |                 | min. kar  | Sędzia główny: Sędziowie liniowi: |

| 27 kwietnia 2024 | Hiszpania | 0 : 3 | Litwa | Avia Solutions Group Arena, Wilno |

| Szczegóły      | Szczegóły | Szczegóły       | Szczegóły | Szczegóły                         |
| -------------- | --------- | --------------- | --------- | --------------------------------- |
| Godzina: 16:00 |           | (0:0, 0:2, 0:1) |           | Sędzia główny: Sędziowie liniowi: |
| Godzina: 16:00 | min. kar  |                 | min. kar  | Sędzia główny: Sędziowie liniowi: |

| 27 kwietnia 2024 | Estonia | 0 : 8 | Ukraina | Avia Solutions Group Arena, Wilno |

| Szczegóły      | Szczegóły | Szczegóły       | Szczegóły | Szczegóły                         |
| -------------- | --------- | --------------- | --------- | --------------------------------- |
| Godzina: 19:30 |           | (0:1, 0:3, 0:4) |           | Sędzia główny: Sędziowie liniowi: |
| Godzina: 19:30 | min. kar  |                 | min. kar  | Sędzia główny: Sędziowie liniowi: |

| 28 kwietnia 2024 | Chiny | 7 : 1 | Hiszpania | Avia Solutions Group Arena, Wilno |

| Szczegóły      | Szczegóły | Szczegóły       | Szczegóły | Szczegóły                         |
| -------------- | --------- | --------------- | --------- | --------------------------------- |
| Godzina: 12:30 |           | (2:1, 1:0, 4:0) |           | Sędzia główny: Sędziowie liniowi: |
| Godzina: 12:30 | min. kar  |                 | min. kar  | Sędzia główny: Sędziowie liniowi: |

| 28 kwietnia 2024 | Litwa | 6 : 1 | Estonia | Avia Solutions Group Arena, Wilno |

| Szczegóły      | Szczegóły | Szczegóły       | Szczegóły | Szczegóły                         |
| -------------- | --------- | --------------- | --------- | --------------------------------- |
| Godzina: 16:00 |           | (3:1, 1:0, 2:0) |           | Sędzia główny: Sędziowie liniowi: |
| Godzina: 16:00 | min. kar  |                 | min. kar  | Sędzia główny: Sędziowie liniowi: |

| 28 kwietnia 2024 | Ukraina | 4 : 0 | Holandia | Avia Solutions Group Arena, Wilno |

| Szczegóły      | Szczegóły | Szczegóły       | Szczegóły | Szczegóły                         |
| -------------- | --------- | --------------- | --------- | --------------------------------- |
| Godzina: 19:30 |           | (2:0, 1:0, 1:0) |           | Sędzia główny: Sędziowie liniowi: |
| Godzina: 19:30 | min. kar  |                 | min. kar  | Sędzia główny: Sędziowie liniowi: |

| 30 kwietnia 2024 | Ukraina | 9 : 0 | Chiny | Avia Solutions Group Arena, Wilno |

| Szczegóły      | Szczegóły | Szczegóły       | Szczegóły | Szczegóły                         |
| -------------- | --------- | --------------- | --------- | --------------------------------- |
| Godzina: 12:30 |           | (4:0, 2:0, 3:0) |           | Sędzia główny: Sędziowie liniowi: |
| Godzina: 12:30 | min. kar  |                 | min. kar  | Sędzia główny: Sędziowie liniowi: |

| 30 kwietnia 2024 | Hiszpania | 3 : 4 pd. | Estonia | Avia Solutions Group Arena, Wilno |

| Szczegóły      | Szczegóły | Szczegóły            | Szczegóły | Szczegóły                         |
| -------------- | --------- | -------------------- | --------- | --------------------------------- |
| Godzina: 16:00 |           | (1:1, 1:2, 1:0, 0:1) |           | Sędzia główny: Sędziowie liniowi: |
| Godzina: 16:00 | min. kar  |                      | min. kar  | Sędzia główny: Sędziowie liniowi: |

| 30 kwietnia 2024 | Litwa | 3 : 2 | Holandia | Avia Solutions Group Arena, Wilno |

| Szczegóły      | Szczegóły | Szczegóły       | Szczegóły | Szczegóły                         |
| -------------- | --------- | --------------- | --------- | --------------------------------- |
| Godzina: 19:30 |           | (0:0, 2:1, 1:1) |           | Sędzia główny: Sędziowie liniowi: |
| Godzina: 19:30 | min. kar  |                 | min. kar  | Sędzia główny: Sędziowie liniowi: |

| 1 maja 2024 | Ukraina | 6 : 1 | Hiszpania | Avia Solutions Group Arena, Wilno |

| Szczegóły      | Szczegóły | Szczegóły       | Szczegóły | Szczegóły                         |
| -------------- | --------- | --------------- | --------- | --------------------------------- |
| Godzina: 12:30 |           | (0:0, 1:1, 5:0) |           | Sędzia główny: Sędziowie liniowi: |
| Godzina: 12:30 | min. kar  |                 | min. kar  | Sędzia główny: Sędziowie liniowi: |

| 1 maja 2024 | Estonia | 3 : 2 | Holandia | Avia Solutions Group Arena, Wilno |

| Szczegóły      | Szczegóły | Szczegóły       | Szczegóły | Szczegóły                         |
| -------------- | --------- | --------------- | --------- | --------------------------------- |
| Godzina: 16:00 |           | (0:0, 2:1, 1:1) |           | Sędzia główny: Sędziowie liniowi: |
| Godzina: 16:00 | min. kar  |                 | min. kar  | Sędzia główny: Sędziowie liniowi: |

| 1 maja 2024 | Chiny | 0 : 3 | Litwa | Avia Solutions Group Arena, Wilno |

| Szczegóły      | Szczegóły | Szczegóły       | Szczegóły | Szczegóły                         |
| -------------- | --------- | --------------- | --------- | --------------------------------- |
| Godzina: 19:30 |           | (0:1, 0:0, 0:2) |           | Sędzia główny: Sędziowie liniowi: |
| Godzina: 19:30 | min. kar  |                 | min. kar  | Sędzia główny: Sędziowie liniowi: |

| 3 maja 2024 | Holandia | 0 : 1 | Hiszpania | Avia Solutions Group Arena, Wilno |

| Szczegóły      | Szczegóły | Szczegóły       | Szczegóły | Szczegóły                         |
| -------------- | --------- | --------------- | --------- | --------------------------------- |
| Godzina: 12:30 |           | (0:0, 0:0, 0:1) |           | Sędzia główny: Sędziowie liniowi: |
| Godzina: 12:30 | min. kar  |                 | min. kar  | Sędzia główny: Sędziowie liniowi: |

| 3 maja 2024 | Chiny | 1 : 3 | Estonia | Avia Solutions Group Arena, Wilno |

| Szczegóły      | Szczegóły | Szczegóły       | Szczegóły | Szczegóły                         |
| -------------- | --------- | --------------- | --------- | --------------------------------- |
| Godzina: 16:00 |           | (0:1, 0:0, 1:2) |           | Sędzia główny: Sędziowie liniowi: |
| Godzina: 16:00 | min. kar  |                 | min. kar  | Sędzia główny: Sędziowie liniowi: |

| 3 maja 2024 | Litwa | 1 : 4 | Ukraina | Avia Solutions Group Arena, Wilno |

| Szczegóły      | Szczegóły | Szczegóły       | Szczegóły | Szczegóły                         |
| -------------- | --------- | --------------- | --------- | --------------------------------- |
| Godzina: 19:30 |           | (0:1, 0:1, 1:2) |           | Sędzia główny: Sędziowie liniowi: |
| Godzina: 19:30 | min. kar  |                 | min. kar  | Sędzia główny: Sędziowie liniowi: |

Tabela
| Lp. | Zespół    | M | Pkt | Z | Zd | Pd | P | G+ | G- | +/− |
| --- | --------- | - | --- | - | -- | -- | - | -- | -- | --- |
| 1   | Ukraina   | 5 | 15  | 5 | 0  | 0  | 0 | 31 | 2  | +29 |
| 2   | Litwa     | 5 | 12  | 4 | 0  | 0  | 1 | 16 | 7  | +9  |
| 3   | Estonia   | 5 | 8   | 2 | 1  | 0  | 2 | 11 | 20 | −9  |
| 4   | Chiny     | 5 | 6   | 2 | 0  | 0  | 3 | 11 | 16 | −5  |
| 5   | Hiszpania | 5 | 4   | 1 | 0  | 1  | 3 | 6  | 20 | −14 |
| 6   | Holandia  | 5 | 0   | 0 | 0  | 0  | 5 | 4  | 14 | −10 |

     = awans do Dywizji I, Grupy A

     = utrzymanie w Dywizji I, Grupie B

     = spadek do Dywizji II, Grupy A
Statystyki indywidualne
- Klasyfikacja strzelców:  Danył Tracht: 5 goli[1]
- Klasyfikacja asystentów:  Kristjan Kombe: 6 asyst[2]
- Klasyfikacja kanadyjska:  Ołeksandr Peresuńko: 11 punktów[3]
- Klasyfikacja +/−:  Ihor Mereżko: +12[4]
- Klasyfikacja skuteczności interwencji bramkarzy:  Eduard Zacharczenko: 100,00%[5]
- Klasyfikacja średniej goli straconych na mecz bramkarzy:  Eduard Zacharczenko: 0,00